# Церемониал (распорядок)

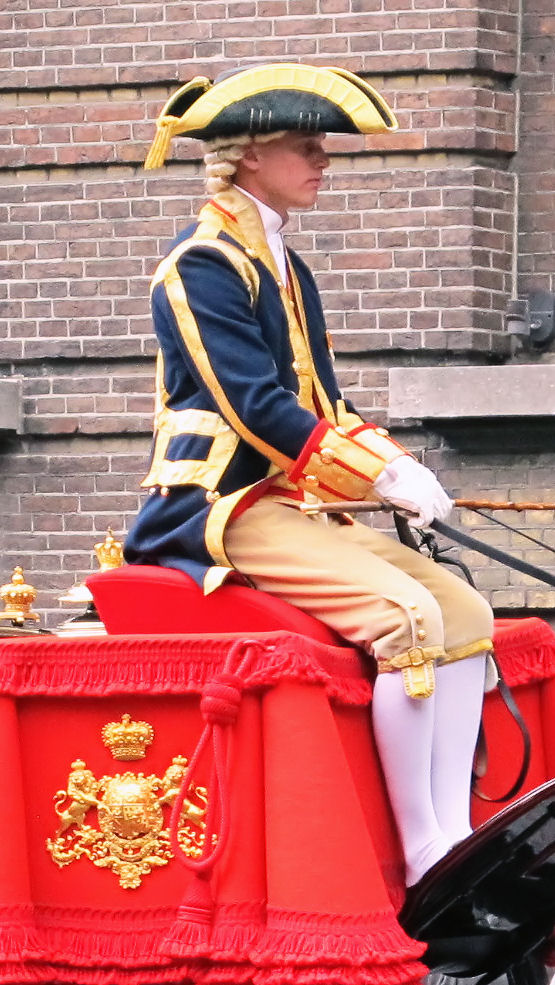
Церемония при дворе во время Prinsjesdag

Церемониал — регламентация проведения торжественных мероприятий. Слово имеет неясную этимологию латинского происхождения, связанную, по-видимому, с ритуалом. 
Однако, в отличие от ритуала, церемониал носит принципиально светский (секулярный) характер. Ответственным за церемониал является церемониймейстер или сотрудник протокола. Во время проведения католической мессы за порядком смотрел Церемониарий.
В определённой степени церемониал был эквивалентен этикету, однако отличался большей упорядоченностью и официальностью. В X веке в Византии появился трактат «О церемониях». Окончательно церемониал сформировался при дворах королевских особ в период с XV по XVII вв. Однако существует мнение, что церемониалы в различных формах существовали ещё в ранние периоды человеческой истории, поскольку всегда существует необходимость регламентации проведения торжественных мероприятий. 

## Церемониал по типам
- Церемониал приёма: аудиенция[6][7]
- Церемониал интронизации[8], а также инаугурации, акколады или присяги
- Брачный церемониал[9]
- Церемония награждения
- Церемониал открытия (например, Церемония открытия парламента) или закрытия
- Бальный церемониал[10]
- траурный церемониал[11].

## Последовательность церемонии
Церемониал включает в себя объявление об открытии (часто с музыкальным сопровождением), зачитывание приветствий, произнесение торжественной вступительной речи с информацией о главных участниках мероприятия, истории события и достижениях. Зачастую церемониал включал в себя процедуру официального представления его участников с указанием титула, заслуг и названия организации, которую данный участник представляет. Церемониальным было и само шествие (процессия) или выход в свет царственных особ, а также парад или смотр. Церемониальным был и завершающий банкет (пир), а также награждения (медали, цветы, грамоты).

## Пространство церемонии
Перед началом церемонии выбирается место (зал или пленэр), которые особым образом декорируются (флагами и/или цветами, которые отражают символику мероприятия). Вокруг знамён может устанавливаться почётный караул. Само название города, в котором проводится церемония уже несёт в себе смысловую нагрузку. Нередко перед проведением церемонии проводились её репетиции. Участники церемонии строго ранжировались в соответствии со своим статусом (старшинством по возрасту, чину и полу), что выражало определённые привилегии. Правая сторона ценилась выше левой при диспозиции участников церемонии.

## Церемониальная одежда
Участие в церемонии обычно предваряется приглашением, в котором указывается время, место и форма одежды (дресс-код). При отсутствии упоминания о форме одежды подразумевается, что она должна быть парадной, праздничной (или сдержанной в зависимости от характера мероприятия) или просто опрятной. Однако изначально церемониальная одежда превращала участника церемонии в воплощение определённой идеи и даже духа, значение имел цвет и материал. В настоящее время церемониальной одеждой гостей мероприятия является строгий костюм (даже смокинг) и белая рубашка, для женщин — платья.